# Jipsinghuizersluis
De Jipsinghuizersluis is een schutsluis in het Ruiten-Aa-kanaal nabij het Groningse Jipsinghuizen. De sluis, die in 1917 gebouwd werd tijdens de aanleg van het kanaal, wordt beheerd door het waterschap Hunze en Aa's. De bediening gebeurt door de passerende schippers zelf.

## Beschrijving
De wanden van de schutkolk bestaan uit basaltblokken met bakstenen rollagen en in natuursteen gevatte ijzeren bolders. De sluishoofden zijn uit donkerrode bakstenen opgemetseld en bevatten, onder andere op de draaipunten van de sluisdeuren, natuurstenen elementen. De sluisdeuren in het benedenhoofd zijn van het type waaierdeur en nog intact. De waaierdeur in het bovenhoofd  werd vervangen door een zijdelings schuivende elektrische deur die middels een speciale sleutel bedienbaar is door de schippers zelf.
Direct naast de sluis bevindt zich een overlaat met stuw. Nabij de sluis bevindt zich de Jipsinghuizerbrug. Aan de noordwestzijde bevinden zich een laad- en loskade en een gemoderniseerde brug- en sluiswachterswoning. De woning is tegenwoordig in particulier bezit.